# ミリアン・ブルドゥリ
ミリアン・ブルドゥリ（グルジア語: მირიან ბურდული、グルジア語ラテン翻字: Mirian Burduli、1991年1月6日 – ）は、ジョージアのラグビーユニオン選手。ラグビー・プロD2のUSモントーバン所属。ラグビージョージア代表に選出。